# Copland
Mac OS Copland — закрытая операционная система, созданная корпорацией Apple в середине 1990-х годов. Является прототипом предпоследней «классической» Mac OS. Её разработка была начата в начале 1995 года, когда появились самые первые упоминания о System 8 (позже — Mac OS 8). По версии журнала PCWorld, система является самой неудачной во всём мире.

## Разработка
Изначально эта система имела кодовое название «Gershwin». При разработке этой операционной системы разработчики в очень быстром темпе добавляли новые функции.
Ещё в мае 1996 года вместе с первым объявлением о Copland было заявлено, что эта Mac OS с совершенно новой архитектурой окажется в распоряжении пользователей в середине 1997 года.
Когда срок сдачи этой операционной системы стал приближаться, было заявлено несколько ключевых дат, по которым операционная система так и не была выпущена. В 1996 году новый глава корпорации Apple Джил Амелио нанял Эллен Хенкок из «National Semiconductor» и поручил ей проектирование системы в попытке вернуть разработку в прежнее русло. Вместо этого Эллен решила, что лучше отменить этот проект и попытаться найти подходящую стороннюю операционную систему на замену проекту «Соpland». Разработка этой системы официально закончена и прекращена в августе 1996 года, и после покупки NeXT компанией Apple операционная система NeXTSTEP становится основой для новой версии Mac OS (позже — Mac OS X).
Copland был разработан с переписанным микроядром под названием «Nukernel», которое позволяет обрабатывать основные задачи (запуск приложений и управление памятью), оставив все другие задачи к серии полуспециальных программ, известных как серверы. Например, сетевые и файловые службы не будут предоставляться самим ядром, однако серверами будут направлены разные запросы через межпрограммные связи. Copland представляла собой совокупность Nukernel, различных серверов и набора вспомогательных библиотек, реализирующих известный (в то время) программный интерфейс Macintosh.
Copland имел следующие возможности: трехмерный интерфейс, улучшенную технологию поиска, установку для нескольких пользователей, коды PowerPC, переработанную файловую подсистему и другие подсистемы, "Open Transport", "OpenDoc" (в Mac OS 8 есть только поддержка разработки), вытесняющую многозадачность (в этой ОС работает частично), защиту памяти, "QuickDraw GX" (в Mac OS 8 эта возможность входила в её состав, однако её разработка в дальнейшем была прекращена), переписанное микроядро и "подпружиненные" папки (во время перетаскивания элементов на папки их картинки автоматически раскрываются, что облегчает перемещение по слоям папок).

## Требования к системе
Согласно документации, включенные в версии для разработчиков, Мас OS Сopland поддерживает следующие аппаратные модели компьютеров Apple:
- Компьютеры Macintosh на базе NuBus: 6100/60, 6100/60AV (без AV-функции), 6100/66, 6100/66 AV (без AV-функции), 6100/66 DOS (без функции DOS), 7100/66, 7100/66 AV (без AV-функции), 7100/80, 7100/80 AV (без AV-функции), 8100/80/ 8100/100/ 8100/100 AV (без AV-функции), 8100/110
- Компьютеры Macintosh Performa на базе NuBus: 6110CD, 6112CD, 6115CD, 6117CD, 6118CD
- Компьютеры Macintosh на базе PCI: 7200/70, 7200/90, 7500/100, 8500/120, 9500/120, 9500/132
- Жёсткий диск, отформатированный с помощью программы Drive Setup (другие способы могут тоже использоваться, если произошли проблемы, попробуйте переформатировать с Drive Setup версии 1.0.4 или позднее).
- Для версии DR1 установочник должен использоваться в System 7.5 или новее, на жёстком диске размером 250 MB или более.
- Мониторы, подключённые к видеокарте, в режиме 256 цветов или 16 бит.